# 沃特蘭 (肯塔基州)
沃特蘭（英語：Wurtland）是一個位於美國肯塔基州格里納普縣的城市。

## 地方資料
根據2020年美國人口普查的數據，沃特蘭的面積為4.68平方千米，當中陸地面積為4.58平方千米，而水域面積為0.10平方千米。當地共有人口983人，而人口密度為每平方千米210.04人。